# IEEE 802.2
IEEE 802.2 é um controle lógico de enlace (LLC), que oferece serviços de conexão lógica a nível de camada 2.
Implementando funcionalidades para transmissão confiável (conexões, controle de erro, controle de fluxo), oculta as diferenças entre as várias tecnologias de LAN (em relação a camada de rede). Provê o formato de quadro único, interface de serviço única, interface do MAC:

Possui 3 tipos de serviço:
1. Datagrama não confiável;
2. Datagrama com reconhecimento;
3. Confiável, orientado à conexões

Nos dois últimos o quadro LLC inclui número de sequência de reconhecimento.